# Andropogon tracyi
Andropogon tracyi är en gräsart som beskrevs av George Valentine Nash. Andropogon tracyi ingår i släktet Andropogon och familjen gräs. Inga underarter finns listade i Catalogue of Life.